# Ernesto Luigi Lomasti

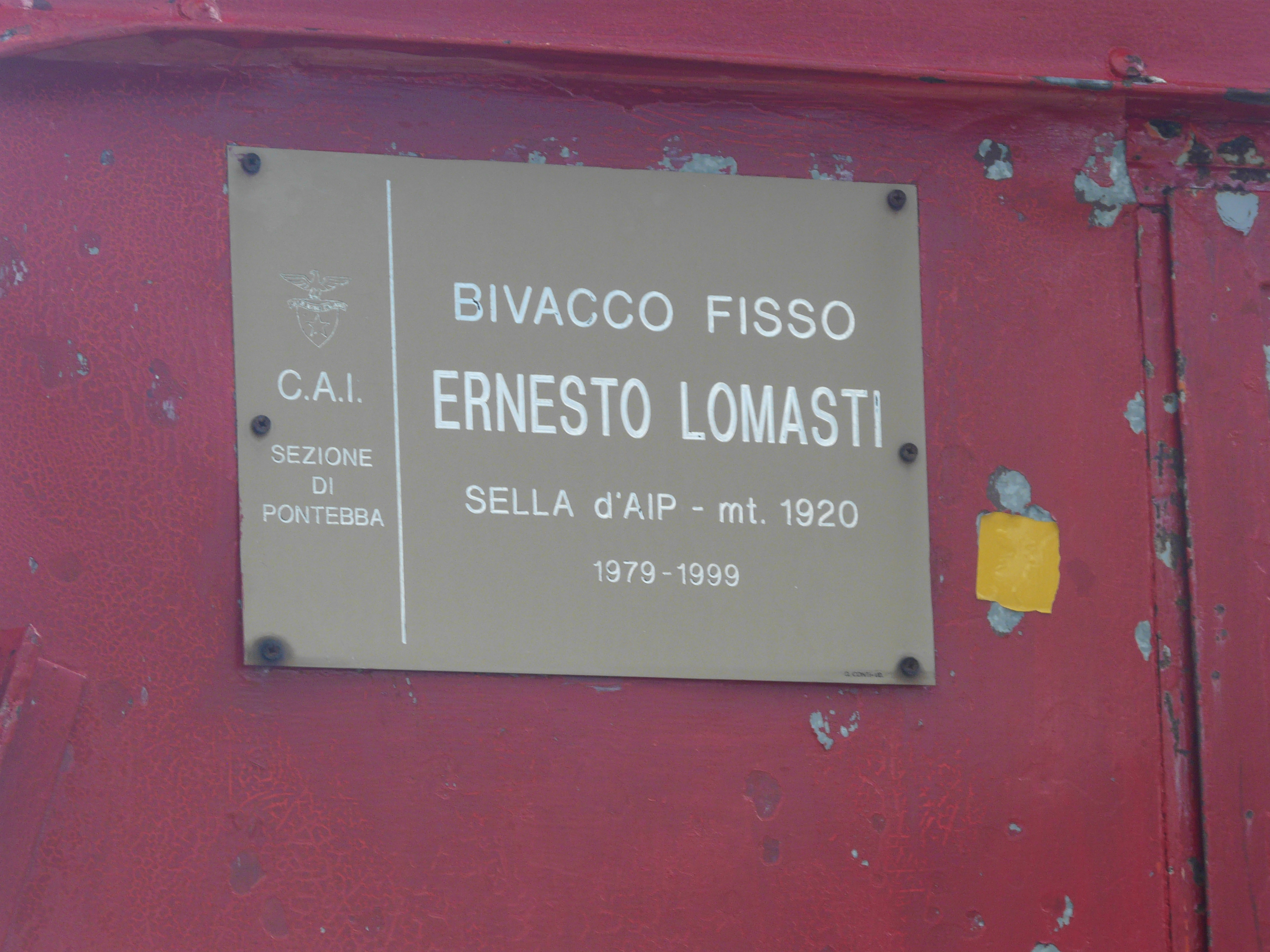
Das Hüttenschild der nach Ernesto Lomasti benannten Biwakschachtel

Ernesto Luigi Lomasti (* 29. Oktober 1959 in Udine; † 12. Juni 1979 bei Arnad) war ein italienischer Bergsteiger aus Pontebba. Er gilt als einer der italienischen Pioniere des Klettersports. Lomasti starb durch einen Sturz, der vermutlich durch einen Blitzschlag verursacht wurde, als er auf einer Soloklettertour bei Arnad im Aostatal unterwegs war. Die CAI-Sektion seiner Heimatgemeinde benannte die in seinem Todesjahr errichtete Biwakschachtel Ernesto Lomasti nach ihm.